# Ettore Giannini
Ettore Giannini (Napoli, 15 dicembre 1912 – Massa Lubrense, 15 novembre 1990) è stato un regista, sceneggiatore, direttore del doppiaggio e attore italiano.

## Biografia
Laureatosi in giurisprudenza, Giannini inizia la propria carriera di sceneggiatore, scrivendo sceneggiati radiofonici fra il 1936 ed il 1938. In seguito studia regia presso l'Accademia d'arte drammatica e nel 1936 dirige il suo primo cortometraggio La prua incatenata che vince il riconoscimento Littorali.
Negli anni successivi, Ettore Giannini dirigerà altre tre pellicole: L'angelo bianco, Gli uomini sono nemici e Carosello napoletano. Quest'ultimo in particolar modo otterrà un grande successo di critica e farà vincere a Giannini il premio internazionale al Festival di Cannes 1954. Tuttavia la carriera di Giannini si concentrerà principalmente intorno alle sceneggiature. Fra i suoi lavori si possono citare Manovre d'amore, Processo alla città, Difendo il mio amore, La nonna Sabella, Per pochi dollari ancora e Colpo maestro al servizio di Sua Maestà britannica.
Giannini è stato anche regista teatrale (sua la prima italiana di Strano interludio di Eugene O'Neill nel 1946) ed attore nel film Europa '51 di Roberto Rossellini. È stato anche direttore del doppiaggio, curando la post-sincronizzazione di numerosi film di Federico Fellini ma anche le edizioni italiane de Il padrino (1972) e Il padrino - Parte II (1974), entrambi diretti da Francis Ford Coppola.
Ha avuto dal comune di Napoli una lapide viaria nella zona di Barra. Inoltre è stato commemorato da Aldo De Gioia della Commissione Toponomastica.

## Filmografia parziale

### Regista
- L'angelo bianco (1943) - co-regia con Giulio Antamoro e Federico Sinibaldi
- Gli uomini sono nemici (1948)
- Carosello napoletano (1954)

### Sceneggiatore
- Processo alla città, regia di Luigi Zampa (1952)
- Colpo maestro al servizio di Sua Maestà britannica, regia di Michele Lupo (1967)
- La cintura di castità, regia di Pasquale Festa Campanile (1967) revisore dialoghi

## Direttore di doppiaggio
Film: Pranzo alle otto (ridoppiaggio), Anna Karenina (1935, ridoppiaggio), 8½, Giulietta degli spiriti, Tre passi nel delirio, Fellini Satyricon, Il Padrino, Il Padrino - Parte II, Joe Valachi - I segreti di Cosa Nostra.